# Richmar Siberie
Richmar Simon Sabino Siberie [sibəʁi] (* 24. März 1982 in Willemstad, Curaçao, Niederländische Antillen), genannt Rocky Siberie, ist ein niederländischer Fußballspieler.

## Karriere
Der Angreifer begann seine Sportlerkarriere im Baseball und spielte auch in der Baseball-Nationalmannschaft der Niederländischen Antillen. Parallel spielte er auch Fußball bei CRKSV Jong Colombia. Nachdem er auch einen Wechsel als Baseball-Profi in die USA in Erwägung gezogen hatte, entschied sich Siberie für den Fußball, zog in die Niederlande und unterschrieb einen Vertrag beim SC Heerenveen. Dort schaffte Siberie es jedoch nie in den Profikader. Nach einem erfolglosen Probetraining bei US Lecce wechselte er 2003 zum niederländischen Zweitligisten Cambuur Leeuwarden.
2004 kam Siberie nach Deutschland und wechselte nach einem erfolglosen Probetraining beim KFC Uerdingen 05 zum FC St. Pauli. Dort konnte er sich jedoch nie durchsetzen und wurde schließlich von Trainer Andreas Bergmann aussortiert. Daraufhin ging der Stürmer im Sommer nach Slowenien zu NK Maribor. In der Winterpause der Saison 2005/06 bot sein Berater Tom Sanders den Spieler zunächst beim Regionalligisten Rot-Weiss Essen an. Als der Verein ablehnte, absolvierte „Rocky“ ein Probetraining beim Wuppertaler SV Borussia. Nach fünf Toren in fünf Testspielen entschloss man sich an der Wupper, Siberie unter Vertrag zu nehmen. Im Aufeinandertreffen der Wuppertaler mit seinem Ex-Team, dem FC St. Pauli, erzielte er als Einwechselspieler prompt ein Tor.
Seit der Winterpause 2006/07 ist Siberie auch in Wuppertal außen vor. Ein Wechsel zum 1. FC Dynamo Dresden kam jedoch nicht zustande. Siberie verließ darauf Deutschland und wechselte nach Malta zum Valletta FC in die Maltese Premier League. Bereits nach einer halben Saison kehrte er jedoch zurück nach Deutschland. Seit August 2007 spielte er beim SV Straelen, ehe er 2008 zum FC Dordrecht in die Niederlande wechselte. In Utrecht war er anschließend bei USV Hercules aktiv und wechselte 2010 zum italienischen Verein Pro Settimo & Eureka.
Die nächsten zehn Jahre spielte Siberie auf sechst- und siebtklassigem Niveau in Italien.

## Nationalmannschaft
Schon 2004 spielte Siberie für die Fußballnationalmannschaft der Niederländischen Antillen; nach der Auflösung des Antillen-Teilstaats wurde er auch in die Nachfolgemannschaft von Curaçao berufen.